# Дружинин, Евгений Анатольевич
Евгений Анатольевич Дружинин (родился 29 октября 1968 года, Кизляр, РСФСР, СССР) — российский предприниматель, общественно-политический деятель и меценат. Генеральный директор Кизлярского коньячного завода, одного из крупнейших российских производителей коньяка и второго крупнейшего предприятия в Дагестане. Лауреат Премии «За выдающиеся достижения в трудовой деятельности». Депутат городского Собрания депутатов ГО «город Кизляр». Почетный работник промышленности Республики Дагестан. 

## Биография
Родился 29 октября 1968 года в дагестанском городе Кизляр в семье потомственных виноделов. Мать — Людмила Ивановна Дружинина (родилась в 1950 году), начальник купажного цеха Кизлярского коньячного завода, удостоена Высокого звания «Герой труда Дагестана» и золотой звезды (23.07.2023). 
Евгений вырос в Кизляре, где в 1986 году окончил среднюю школу № 7. В течение двух лет (1987—1989) служил в ракетных войсках стратегического назначения на космодроме «Байконур» в городе Ленинск. В 1992 году окончил экономический факультет Московского кооперативного института.
Затем, ему предложили должность винодела на одном из дербентских заводов, где Дружинин работал в течение трёх лет. В 1997 году, в связи с закрытием завода, Дружинин вновь возвращается в столицу России, где становится заместителем директора Московского филиал ГПК «Кизлярский коньячный завод» и работает в этом качестве до 2000 года. После закрытия филиала, Дружинин ушёл в частное предпринимательство, с 2000 года по 2006 год являясь генеральным директором ООО «Элида», Домодедово.
В 2005 году окончил Московскую академию государственного и муниципального управления РАГС при Президенте Российской Федерации. С 2006 года по 2008 год — заместитель генерального директора ООО «Элида», Домодедово.
В мае 2008 года Дружинин стал заместителем директора Кизлярского коньячного завода по коммерческим вопросам. После того, как Владимир Григорьянц отошёл от руководства завода его возглавил Евгений Дружинин. Во время его руководства, предприятие на собственные средства провело модернизацию и увеличило объёмы производства, став основным донором дагестанского бюджета. По его инициативе в июле 2008 года завод вновь стал членом Гильдии поставщиков Кремля.
В 2012 году Дружинин был избран депутатом городского округа Кизляр VI созыва от партии «Единая Россия». Входил в состав комиссии по промышленности, транспорту, связи, торговле, бытовому обслуживанию и защите прав потребителей.
29 января 2014 года на заводе была учреждена должность главного директора, на которую был назначен Магомед Саадулаев, одновременно являющийся директором Дербентского завода игристых вин. Дружинин остался в качестве исполнительного директора и директора по реализации. 4 февраля 2014 года глава Республики Дагестан Рамазан Абдулатипов сообщил о готовящейся приватизации предприятия стоимостью 4 млрд рублей в сентябре 2014 года. 11 февраля прокуратура республики опротестовала постановление парламента Дагестана о приватизации Кизлярского коньячного завода и смену руководства завода. 22 апреля директор завода Евгений Дружинин был уволен приказом министра сельского хозяйства Баттала Батталова, а на следующий день на его место был назначен Олег Артюхов в качестве исполняющего обязанности. В июне 2014 года Советский суд Махачкалы признал смену руководства незаконной и к управлению предприятием вернулся Дружинин.
17 декабря 2020 года Решением президиума Российской муниципальной академии Дружинин был признан лауреатом Премии «За выдающиеся достижения в трудовой деятельности».

## Семья и личная жизнь
Женат. Воспитывает дочь и двух сыновей. Дружинин принимает активное участие в жизни Махачкалинской епархии. По его инициативе периодически проводятся спортивные мероприятия и встречи со спортсменами, которые добились высоких результатов. 
В 2020 году в период пандемии COVID-19 оказывал помощь в виде пищевых продуктов районной и городской больницам Кизляра, благотворительным фондам, волонтерским корпусам, а также нуждающимся людям Дагестана. В этот же период по инициативе Дружинина была организована адресная материальная помощь малоимущим и малообеспеченным семьям Дагестана из категории остронуждающихся, а также инвалидам и ветеранам.

## Награды
- Премия «За выдающиеся достижения в трудовой деятельности»[4] (07.12.2020)
- Орден святого равноапостольного великого князя Владимира (01.10.2016)[28]
- Нагрудный знак «За развитие социального партнерства» Профсоюза работников АПК РФ (29.10.2010)
- Медаль и диплом «За высокое качество» Министерства сельского хозяйства РФ (17.02.2002)
- Почётная грамота Республики Дагестан за добросовестный труд (2010)
- Почётная грамота города Кизляр (2013)
- Почётная грамота Правительства Республики Дагестан (09.01.2014)
- Почётная грамота Федерального агентства по управлению государственным имуществом от (23.10.2015)
- Почётная грамота Федеральной службы по регулированию алкогольного рынка (03.05.2017)
- Почётная грамота Президента Российской Федерации (10.06.2022)
- Почётный работник промышленности Республики Дагестан (19.11.2022) [29]
- Благодарность Генерального совета партии «Единая Россия» за большой личный вклад в оказание помощи беженцам с Украины и жителям Донецкой и Луганской народных республик (21.06.2022)[1]
- Медаль «За доблестный труд» (22.01.2025, Дагестан)[30]